# Pirat

Piracka bandera, tzw. Jolly Roger

Pirat (łac. pirata z gr. πειρατής peiratēs) – przestępca prowadzący rozbój na morzu lub nabrzeżu, przy wykorzystaniu statku lub łodzi. Najczęściej celem ataków piratów padają inne statki.
Pirat często mylony jest z korsarzem, który prowadził legalne działania wojenne w imieniu władcy na podstawie listu kaperskiego.

## Historia

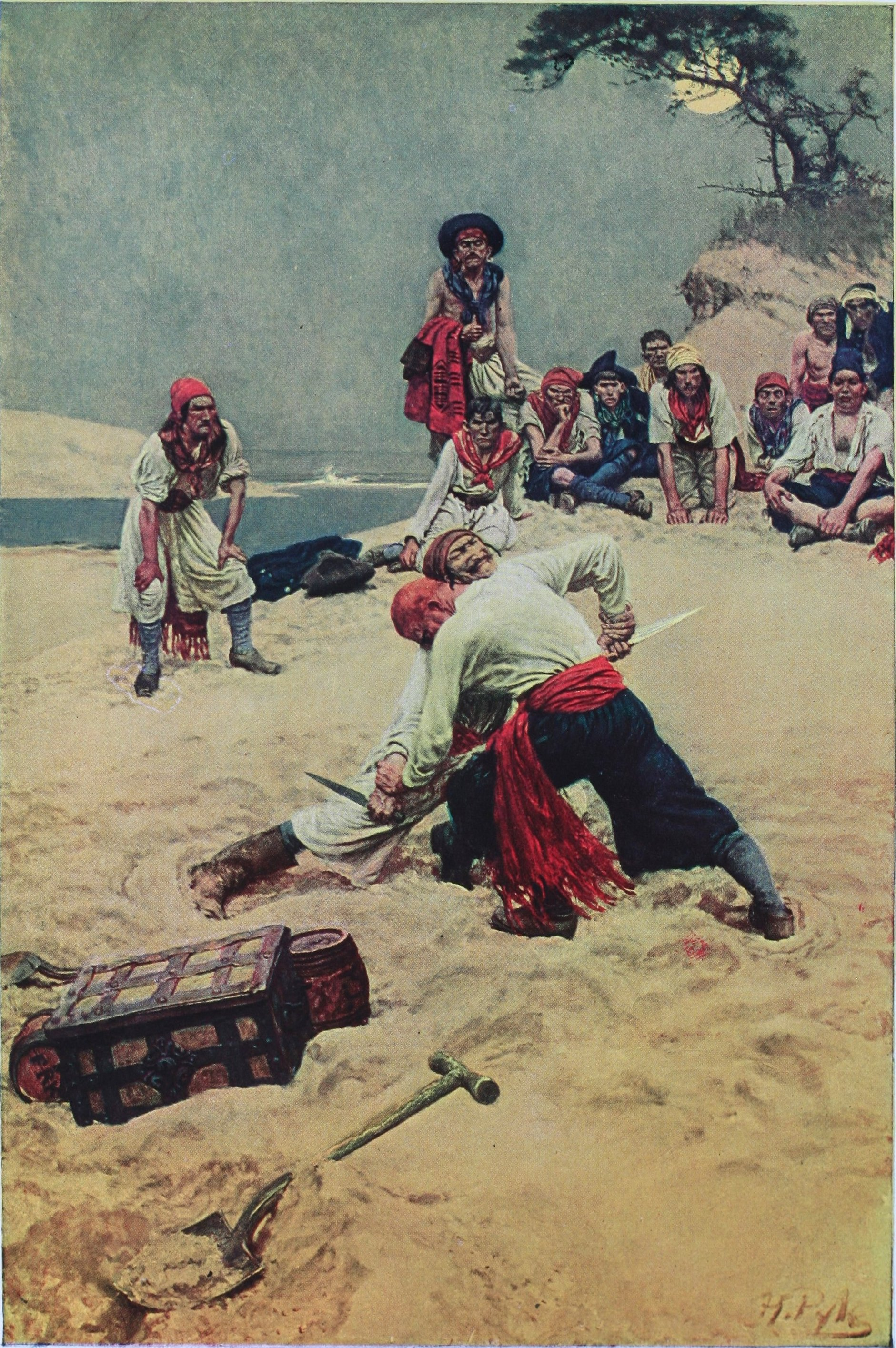
Who Shall be Captain (ilustracja Howarda Pyle’a)

Piractwo istniało od początków komunikacji morskiej. W starożytności z piractwem walczyli m.in. tacy wodzowie, jak Pompejusz, Juliusz Cezar i Oktawian August.
Już w starożytnej Grecji i Rzymie piraci byli traktowani jako wrogowie rodzaju ludzkiego (łac. hostis humani generis).
Najbardziej znanymi piratami byli piraci berberyjscy, a także japońscy, atakujący wybrzeża Chin. Rozkwit piractwa przypadł na XVI–XVII w., kiedy różni awanturnicy atakowali statki hiszpańskie, przewożące zrabowane w Ameryce Południowej złoto i srebro do ojczyzny.
Epoka ta została z czasem wyidealizowana dzięki książkom, filmom hollywoodzkim i grom komputerowym. Opowieści o piratach charakteryzują się specyficzną atmosferą, powtarzającymi się wątkami galeonów hiszpańskich, ukrytych skarbów do których prowadzi tajemnicza mapa, raf koralowych, dzikich dżungli Karaibów czy czarnej flagi z białą czaszką i piszczelami, tzw. Jolly Roger.
Oprócz piractwa o charakterze typowo bandyckim, nastawionego na zyski prywatne piratów, rozwinęła się również oficjalna, zinstytucjonalizowana forma piractwa, chroniona przez władców państw, a często i przez konkretne miasta nadmorskie.
Do statków pirackich, na których pływano na terenie Morza Karaibskiego w XVI, XVII i XVIII w., zaliczyć należy (w kolejności od najmniejszego do największego):
- pinasę – mały okręcik, zwykle wykorzystywany jako eskorta;
- slup – większy, bardzo zwrotny, chętnie eksploatowany przez piratów;
- bryg – statek średniej wielkości, najczęściej kupiecki;
- bark – większy statek kupiecki;
- galeon – wielka jednostka handlowo-wojenna.

Stanowczą walkę z piractwem władze państw morskich podjęły na początku XVIII wieku. Zwykle wieszano ich publicznie na szubienicy. Kapitan William Kidd zawisł na stryczku w 1701. Problem piractwa istniał nadal na przełomie XVIII i XIX wieku, stając się m.in. jednym z głównych tematów polityki zagranicznej nowo utworzonych Stanów Zjednoczonych. Piractwo na wybrzeżu berberyjskim (Afryka Północna) i częste ataki na amerykańskie statki stanowiły argument za ściślejszą strukturą polityczną państwa. W odpowiedzi na zagrożenie pirackie utworzono też United States Navy. Na początku XIX wieku doszło do dwóch wojen berberyjskich. Casus belli stanowiła działalność piracka małych państw północnoafrykańskich.
Obecnie wody Atlantyku są wolne od piractwa, jednak na niektórych akwenach (gł. Azja Południowo-Wschodnia czy wybrzeże Somalii) żegluga w dalszym ciągu nie jest w pełni bezpieczna.

## Piractwo w XXI wieku
Obecnie za najniebezpieczniejsze rejony pod względem zagrożenia piractwem uchodzą: Karaiby, Zatoka Adeńska, Cieśnina Malakka.
- W maju 2000 roku odnaleziono wrak polskiego jachtu Sadyba u wybrzeży Somalii. Nigdy nie odnaleziono Krzysztofa Zabłockiego, samotnego podróżnika. Według źródeł somalijskich był ofiarą piratów[11].
- W 2007 roku zgłoszono około 31 pirackich napadów.
- W 2008 roku odnotowano już 26 pirackich napadów, głównie w okolicach Somalii, między innymi:
  - Luty 2008: piraci porwali holownik duński Svitzer korsakov z załogą brytyjsko-rosyjską. Za statek został zapłacony okup w wysokości 700 tysięcy dolarów[12]
  - 4 kwietnia 2008 został porwany luksusowy jacht francuski Le Ponant przez somalijskich piratów wyposażonych w nawigację GPS i telefony satelitarne. Porwanie to zostało dokonane dla okupu. 9 kwietnia z francuskiej bazy wojskowej wypłynął okręt wojenny d’Arc i przy pomocy sił powietrznych zakładników udało się odbić 11 kwietnia 2008 roku.
  - 20 kwietnia 2008 roku: piraci zdobyli abordażem i następnie uprowadzili hiszpański trawler Playa de Bakio. Okup wyniósł 1,2 mln dolarów[13].
  - 27 maja 2008: porwano statek Amiya Scan z załogą rosyjsko-filipińską.
  - 2 czerwca 2008 roku Rada Bezpieczeństwa ONZ uchwaliła rezolucję nr 1816 zezwalającą na ściganie piratów na wodach terytorialnych Somalii (za zgodą rządu somalijskiego). Rezolucja była ważna przez 6 miesięcy[14]
  - W czerwcu 2008 Stany Zjednoczone zaproponowały pomoc swojej floty w ściganiu piratów Tajlandii oraz Malezji. Oba państwa nie zgodziły się na działania na ich wodach terytorialnych[15].
  - 12 listopada 2008: Rosyjski okręt „Nieustraszymyj” wspólnie z brytyjską jednostką „Cumberland” uniemożliwił piratom uprowadzenie duńskiego transportowca na wodach Zatoki Adeńskiej
  - 15 listopada 2008: somalijscy piraci porwali tankowiec MT Sirius Star z ładunkiem 2 mln baryłek ropy
- W dniach 4–6 kwietnia 2009 r. uprowadzono łącznie 5 statków pochodzących z Wielkiej Brytanii, Tajwanu, Niemiec, Francji oraz Jemenu
- 8 kwietnia porwano duński statek Maersk Alabama pływający pod banderą amerykańską. Załoga odparła atak, ale uprowadzono kapitana Richarda Phillipsa, obywatela amerykańskiego. 12 kwietnia kapitan został odbity przez oddział Navy SEALs. Był to pierwszy zarejestrowany przypadek ataku piratów na statek amerykański w XXI wieku.
- W grudniu 2021 roku w Zatoce Gwinejskiej piraci porwali 6 osób z kontenerowca pod banderą Liberii. Wśród porwanych znajdował się jeden obywatel Polski[16].

## Znani piraci
- Edward Teach albo Thatch, znany jako Blackbeard („Czarnobrody”)
- Anne Bonny
- Black Bart Roberts (Bartholomew Roberts)
- Edward Low(inne języki)
- Amaro Pargo
- Calico Jack (Jack Rackham)
- Chris Condent(inne języki)
- Charlotte de Berry(inne języki)
- Barbarossa
- sir Francis Drake,
- Henry Morgan
- Jean Lafitte
- Klaus Störtebeker
- Mary Read
- Piet Hein
- Pirata Cofresi(inne języki) (Roberto Cofresí Ramirez de Arellano)
- Black Bellamy (Samuel Bellamy)
- Woodes Rogers
- Jan Kuna (postać fikcyjna, polski kaper znany też jako Jan Marten)
- Kapitan William Kidd (Captain Kidd)
- Bully Hayes
- Charles Vane
- Peter Easton
- Klaas Compaan
- Ching Shih
- François l’Olonnais
- Laurens de Graaf(inne języki)
- Nicholas van Hoorn(inne języki)
- Roche Braziliano
- Henry Every

## Piractwo w kulturze

### Literatura

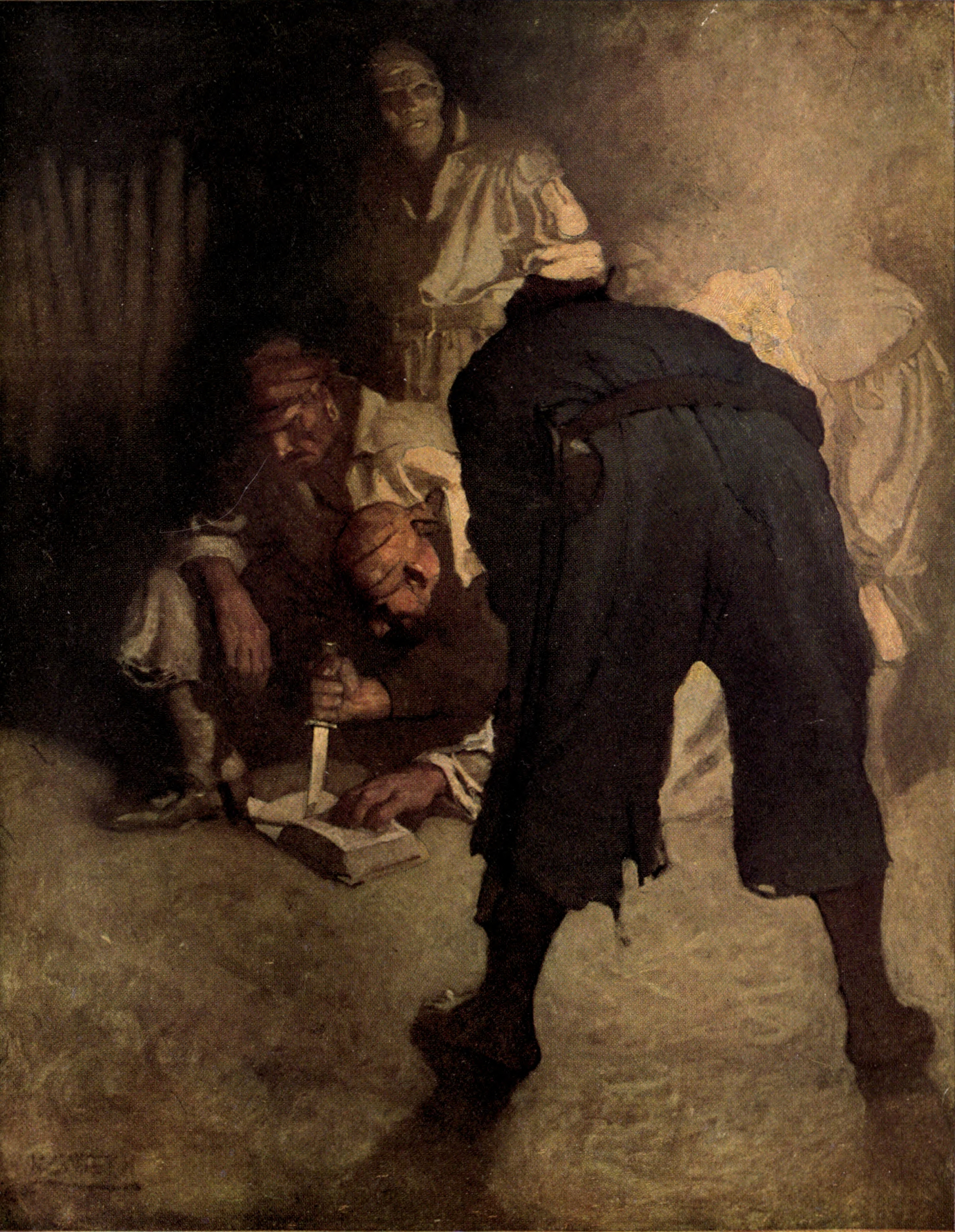
Czarna plama

- „Złota czara”, John Steinbeck, Irena Chodorowska, 1993.
- „Pod piracką flagą”, George Bidwell, Gdańsk 1970.
- „Potępieńcy średniowiecznej Europy”, Szymon Wrzesiński, Kraków 2007.
- „Śladami arabskich kupców i piratów”, M. Meissner, Warszawa 1977.
- „Kapitan Blood” Rafael Sabatini (Captain Blood)
- „Piotruś Pan” (Peter Pan), James Matthew Barrie,
- „Złoto z Porto Bello”, A.D. Howden Smith,
- „Wyspa skarbów” (Treasure Island), Robert Louis Stevenson
- „Przygody Bena Gunna” (Adventures of Ben Gunn), Ronald Frederick Delderfield
- „Opowieść o korsarzu Janie Martenie”, Janusz Meissner,
- „Sokół Morski” (The Sea Hawk), Rafael Sabatini,
- „Piotruś Pan 2”, James Matthew Barrie
- „Świat piratów morskich”, Zdzisław Skrok, Gdańsk 1982
- „Karaibska krucjata”, Marcin Mortka, 2005
- „Karaibska krucjata. La Tumba de los Piratas”, Marcin Mortka,
- „Piraci”, Celia Rees
- „Czarne żagle czterdziestu mórz”, Lew Kaltenbergh
- „Życie i zwyczaje piratów”, David Cordingly
- „Wampiraci”, Justin Somper
- „One Piece” (manga), Eiichiro Oda
- „Czarna Bandera”, Jacek Komuda
- „Opowieści o piratach”, Lucy Lethbridge Tłumaczenie Joanna Borowska 2006
- „Żeglując między światami”, Julia Golding
- „Piraci do abordażu”, Sebastiano Mignone
- „Czerwony Korsarz”, James Fenimore Cooper
- „Na szkarłatnych morzach”, Scott Lynch
- „Flibustierowie”, Władysław Umiński
- „Diossos”, Witold Makowiecki
- „Obrońcy mórz. Piraci, morscy terroryści i polski oficer ochrony statków”, Stanisław Sadkiewicz

Pirackie motywy występują też epizodycznie w powieściach Juliusza Verne’a „Tajemnicza wyspa” i „Dwa lata wakacji”, a w polskiej literaturze w książce Alfreda Szklarskiego „Tomek wśród łowców głów”.

### Film

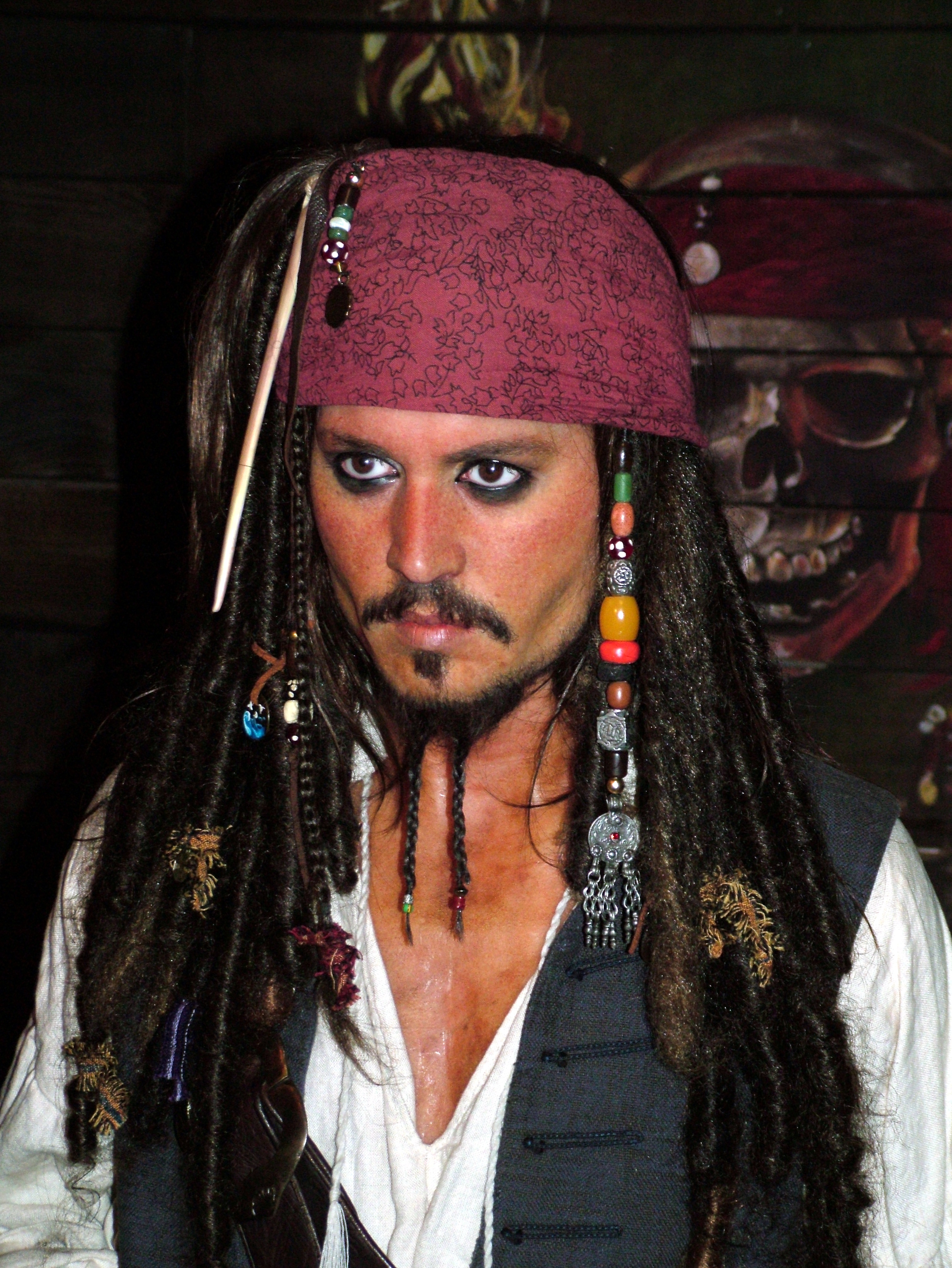
Postać Kapitana Jacka Sparrowa z serii filmów Piraci z Karaibów

- Karmazynowy pirat (film) (Crimson Pirate), reż. Robert Siodmak, wyst. Burt Lancaster, rok produkcji: 1952.
- Czarny pirat (Blackie the Pirate), reż. Lorenzo Gicca Palli, wyst. Terrence Hill, Silvia Monti, Bud Spencer, rok produkcji: 1971.
- Czarny korsarz (Il corsaro nero), reż. Sergio Sollima, wyst. Kabir Bedi, rok produkcji: 1976.
- Piraci XX wieku (Piraty XX wieka), reż. Borys Durow, wyst. Mikołaj Jeremienko, Piotr Wieljaminow, Tołgat Nigmaturin, rok produkcji: 1979.
- Pirat (The Pirate), reż. Vincente Minnelli, wyst. Judy Garland, Gene Kelly, rok produkcji: 1948.
- Film o piratach (The Pirate Movie), reż. Ken Annakin, wyst. Kristy McNichol, Christopher Atkins, Ted Hamilton, Bill Kerr, rok produkcji 1982 (znany głównie z czołówki Song of Victory wykorzystywanej w programie „Morze” emitowanym w latach 80. i 90. w TVP)
- Pirat (La Pirate), reż. Jacques Doillon, wyst. Jane Birkin, Maruschka Detmers, Philippe Léotard, rok produkcji: 1984.
- Piraci (Pirates), reż. Roman Polański, wyst. Walter Matthau, Cris Campion, rok produkcji: 1986.
- Wyspa skarbów (Treasure Island), reż. Fraser Clarke Heston, wyk. Charlton Heston, Christian Bale, rok produkcji: 1990.
- Wyspa piratów (Cutthroat Island), reż. Renny Harlin, wyst. Geena Davis, Matthew Modine, Frank Langella, Rex Linn, Maury Chaykin, Patrick Malahide, rok produkcji: 1995.
- Skarb kapitana Kidda, reż. nieznany, wyst. Chris Kauffman, rok produkcji 1997.
- Piraci z Karaibów: Klątwa Czarnej Perły (Pirates of the Caribbean: The Curse of the Black Pearl), reż. Gore Verbinski, wyst. Johnny Depp, Geoffrey Rush, Keira Knightley, Orlando Bloom, rok produkcji: 2003.
- Piraci z Karaibów: Skrzynia umarlaka (Pirates od the Caribbean: Dead Man’s Chest), reż. Gore Verbinski, wyst. Johnny Depp, Geoffrey Rush, Keira Knightley, Orlando Bloom, rok produkcji: 2006.
- Piraci z Karaibów: Na krańcu świata (Pirates of the Caribbean: At World’s End), reż. Gore Verbinski, wyst. Johnny Depp, Geoffrey Rush, Keira Knightley, Orlando Bloom, rok produkcji: 2007.
- Piraci z Karaibów: Na nieznanych wodach (Pirates of the Caribbean: On Stranger Tides), reż. Rob Marshall, wyst. Johnny Depp, Penélope Cruz, Geoffrey Rush, Ian McShane, rok produkcji: 2011.
- Kapitan Phillips – film przedstawiający niebezpieczną wyprawę Phillipsa.
- Bóg wojny - hongkoński film przedstawiający wojnę przeciwko Wakō, rok produkcji: 2017.
- Piraci - w poszukiwaniu cesarskiej pieczęci
- Anti japanese hero Qin Jiguang.

### Seriale
- Piraci – amerykański serial telewizyjny, sezon 1-4 emitowany w latach 2014–2017 przez stację Starz oraz Canal+ w Polsce.
- Podróże kapitana Klipera – polski serial animowany do lat 1990.
- Potwory i piraci – włoski serial animowany z 2008 roku opowiadający o dwóch konkurujących między sobą załogach.
- Jake i piraci z Nibylandii.
- Nasza bandera znaczy śmierć – amerykański serial telewizyjny, emitowany od 2022 roku na platformie HBO Max.
- Epickie przygody kapitana Fuszerki

### Gry komputerowe
- Patrician II: Quest for Power - PC; Patrician III: Rise of the Hanse - PC; Patrician IV - PC
- Pirates Of The Caribbean Online! - PC
- Sid Meier’s Pirates! – na Amigę, Atari ST i PC;
  - Sid Meier’s Pirates! – remake na PC
- The Secret of Monkey Island, Monkey Island 2: LeChuck’s Revenge, The Curse of Monkey Island, Escape from Monkey Island – pierwsze dwie na Amigę i PC, reszta na PC
- Port Royale; Port Royale 2 – na PC
- Piraci z Karaibów; Piraci z Karaibów: Na krańcu świata – na PC
- Voyage Century Online – na PC
- Sea Dogs – na PC
- Tortuga: Piraci Nowego Świata; Piraci Nowego Świata 2: Dwa Skarby (Tortuga: Two Treasures) – na PC
- Age of Pirates: Opowieści z Karaibów – na PC
- Age of Pirates II: City of Abandoned Ships – na PC
- Pirates: The Legend of Black Kat – na PS2 i Xbox
- Pirates of the Burning Sea – MMORPG na PC
- Piracy On The High Seas – na Amigę
- Swasbucklers: Stal kontra proch – na PC
- Pirates of The Barbary Coast – na Atari XL/XE
- Pirate Hunter – na PC
- Cutthroats: Terror on the High Seas – na PC
- Corsairs: Conquest at Sea – na PC
- Captain Blood – gra w przygotowaniu
- Ratchet & Clank: Quest for Booty
- Risen 2: Dark Waters
- Pirates Saga – na PC
- Nightmares from the Deep: The Cursed Heart
- Lego Pirates of the Caribbean: The Video Game – na PC, Nintendo DS, Wii, PlayStation 3, PlayStation Portable, Xbox 360
- Assassin’s Creed IV: Black Flag
- Assassin’s Creed: Rogue
- Uncharted 4: Kres Złodzieja (PS4)
- Sea of Thieves – na Xbox One i PC
- Skull and Bones (Ubisoft) – gra w przygotowaniu
- Tropico 2: Zatoka Piratów – gra strategiczna ekonomiczna na PC  – 2001
- Kapitan Pazur (Captain Claw)
- Sea of Thieves - gra przygodowa - 2020